# La tutora
 (novembre 2018).
Si vous disposez d'ouvrages ou d'articles de référence ou si vous connaissez des sites web de qualité traitant du thème abordé ici, merci de compléter l'article en donnant les références utiles à sa vérifiabilité et en les liant à la section « Notes et références ».
Pour plus de détails, voir Fiche technique et Distribution.
La tutora est un film argentin sorti en 2016, réalisé par Iván Noel. Il est adapté du roman Le Tour d'écrou d'Henry James (1898).

## Synopsis
Mona est engagée en tant que préceptrice de deux enfants orphelins, un garçon et une fille, vivant à la campagne dans un manoir hors d'âge et isolé, sous la tutelle de Clara, une vieille servante négligée et négligente. Très vite, l'obsession moralisatrice de la jeune femme se heurte à la résistance des enfants. Elle découvre bientôt qu'un ancien jardinier, prénommé José, hante les lieux et exerce une influence néfaste sur les enfants et particulièrement sur le garçon. Convaincue que l'homme les corrompt moralement, elle entreprend de gérer la situation avec fermeté. Même l'affirmation de Clara que cet homme est mort deux ans plus tôt ne nuit en rien à sa détermination.

## Fiche technique
- Titre : La tutora
- Autre titre : Rodillas quemadas
- Titres anglais : The Tutor / Burnt Knees
- Réalisateur : Iván Noel
- Scénario : Iván Noel d'après la nouvelle Le Tour d'écrou de Henry James
- Musique : Iván Noel et  Peter Von Harten
- Photographie : Iván Noel et Raoul Vidal
- Montage : Guy Ducker et Iván Noel
- Production : Iván Noel
- Société de production : Noel Films
- Genre : Drame, fantastique et horreur
- Pays :  Argentine
- Langue : espagnol
- Durée : 114 minutes
- Format : couleur, Dolby Digital, 2:35
- Dates de sortie : 
  -  Argentine : 21 octobre 2016

## Distribution
- Romina Pinto : Mona
- Cristina Maresca : Clara
- Valentino Vinco : Angel
- Malena Alonso : Ema
- Julio Mendez : l'oncle